# دهستان کمازان علیا
کمازان علیا، دهستانی است از توابع بخش زند شهرستان ملایر در استان همدان ایران.

## مردم
مردم این دهستان لر هستند و به زبان لری سخن می گویند.

## جمعیت
براساس سرشماری سال ۱۳۸۵ جمعیت آن ۴٬۴۳۴ نفر (۱٬۱۲۹ خانوار) بوده‌است.